# Carl Hessling
Carl Hessling, född 27 november 1851 i Varberg, var en svensk ingenjör. Hessling var en av många svenskar som reste ner till Kongostaten under 1800-talets senare del och början av 1900-talet.
Han avreste 28 maj 1884 från Liverpool till Kongo där han var verksam som lantmätare, dels på stationen Banza Manteka, del på stationen M’poso (Mpozo). Han arbetade med telegrafen i Nedre Kongo. Hessling var sekond, eller andreman, i Banza Manteka. I slutet av 1885 återvände han till Sverige och Norrland på grund av sjukdom. Enligt Tell återvände han till Sverige den 10 oktober 1886. Antingen har Tell tagit fel på året eller så kan det tyda på att Hessling återvände till Kongo efter 1885 men återigen tvingades hem av sin sjukdom. På Etnografiska museet i Stockholm finns en samling med 11 föremål från Hessling vilken förvärvades 1886.